# التعليم في ويلز
التعليم في ويلز يختلف في بعض جوانبه عن التعليم في أي مكان آخر في المملكة المتحدة. على سبيل المثال، يتم تعليم عدد قليل من الطلبة في مختلف أرجاء ويلز سواء بشكل كامل أو بشكل كبير باستخدام اللغة الويلزية: في العام الدراسي 2008/2009، كانت نسبة 22 في المائة من الفصول التي كانت موجودة في المدارس الابتدائية التي تديرها الدولة تستخدم اللغة الويلزية لتكون الوسيلة الوحيدة أو الرئيسية للتعليم. يتاح التعليم القائم على اللغة الويلزية لكل المجموعات العمرية من خلال الحضانات والمدارس والكليات والجامعات وفي تعليم الكبار، حيث يكون إعطاء الدروس في اللغة ذاتها إجباريًا على كل التلاميذ حتى عمر السادسة عشرة.
ومنذ نقل السلطات، تنوعت سياسة التعليم في الدول الأربع المكونة للمملكة المتحدة: على سبيل المثال، تابعت إنجلترا الإصلاحات اعتمادًا على التنوع الموجود في أنواع المدارس واختيارات أولياء الأمور، أما ويلز (واسكتلندا) فقد ظل التعليم أكثر التزامًا بمبدأ المدرسة الشاملة القائمة على المجتمع. وتأخذ أنظمة الإدارة واللوائح، من خلال ترتيبات التخطيط والتمويل وضمان الجودة وتنظيم التعليم، وإدارتها المحلية في التنوع بشكل كبير عبر الدول الأربع المكونة للمملكة. ويقول الباحث في المجال التعليمي ديفيد رينولدز إن السياسة في ويلز يوجهها نموذج[ ؟ ] «إنتاجي» يركز على التعاون بين الشركاء العاملين في مجال التعليم. كما أنه يلمح كذلك إلى تخفيض التمويل في المدارس الويلزية مقارنة بإنجلترا، مرددًا وجود مخاوف مماثلة على المستوى الجامعي. وهو يخلص إلى القول بأن بيانات الأداء لا تقترح أن ويلز قد تحسنت بسرعة أكبر من إنجلترا، رغم وجود صعوبات كبيرة في عمل هذه الأنواع من التقييمات.

## هيكل نظام التعليم الويلزي

### الدراسة الإجبارية
يحدد عمر الطفل في الأول من سبتمبر التوقيت الذي يلتحق فيه بالمرحلة التعليمية ذات الصلة. ويكون التعليم إجباريًا بدءًا من الفصل الدراسي الذي يتبع وصول الطفل إلى عمر الخامسة (الثالثة في ويلز)، إلا أن الطفل يمكن أن يخضع للتعليم في المدرسة أو في المنزل. ورغم ذلك، فإن معظم أولياء الأمور الذين يختارون تعليم أطفالهم من خلال المدارس يقومون بتسجيل أطفالهم في عام الاستقبال الأول في شهر سبتمبر من هذا العام الدراسي، وبالتالي فإن معظم الأطفال يلتحقون بالمدرسة في عمر الرابعة أو الرابعة والنصف.

#### التعليم الابتدائي
في عام 2008 / 2009، كان هناك 1478 مدرسة ابتدائية في ويلز تضم 258314 تلميذًا و12343 معلمًا يعملون بنظام مكافئ الدوام الكامل (FTE). وكانت النسبة بين التلاميذ إلى المعلمين هي 20، وكان متوسط عدد التلاميذ في الفصل 24.4 تلميذًا.
في عام 2008، تم طرح منهج جديد وفريد، أطلق عليه اسم مرحلة الأساس، لكل المدارس الموجودة في ويلز. وقد بدأ بالنسبة للتلاميذ الذين تتراوح أعمارهم بين 3 إلى 4 أعوام، ومع حلول عام 2011، كان يطبق على التلاميذ الذين تتراوح أعمارهم بين 3 إلى 7 أعوام. وهو يعتمد على التعلم التجريبي في مجموعات صغيرة، بحيث تكون نسبة المعلمين إلى الطلبة 1:8 لأصغر الأعمار السنية. وقد تم الاحتفاء به واعتباره «واحدة من أهم الخطوات التي اتخذتها الحكومة الويلزية منذ أن تم تشكيلها»، كما أنه تم الترحيب به على الصعيد العالمي تقريبًا كذلك.
وتركز مرحلة الأساس تركيزًا كبيرًا على تعليم الأطفال من خلال الممارسة والتنفيذ. ويتم منح الأطفال الصغار المزيد من الفرص للحصول على الخبرات المبدئية المباشرة من خلال اللعب والمشاركة النشطة بدلاً من إكمال التدريبات في الكتب. ويتم منحهم الوقت اللازم لتطوير مهارات الحديث والاستماع الخاصة بهم ولكي يمتلكوا الثقة في قدراتهم على القراءة والكتابة.
وسوف تصبح الرياضيات أكثر عملية، بحيث يمكن للأطفال رؤية كيفية حل المسائل ومعرفة مدى أهمية الرياضيات في حياتهم اليومية. وسيتم التركيز بشكل أكبر على فهم الأطفال لكيفية عمل الأشياء وعلى العثور على طرق مختلفة لحل المشكلات.
وسوف يركز المنهج على التعليم التجريبي والمشاركة النشطة وتطوير المهارات التالية لدى كل طفل:
- المهارات والفهم؛
- الرفاهية الشخصية والاجتماعية والعاطفية والبدنية والفكرية من أجل تطوير الطفل بشكل كامل؛
- المواقف الإيجابية تجاه التعلم بحيث يستمتع الأطفال به ويرغبون في المتابعة؛
- تقدير الذات والثقة بالذات من أجل التجريب وتقصي الحقائق وتعلم الأشياء الجديدة وتكوين علاقات جديدة؛
- المهارات الإبداعية والتعبيرية ومهارات الرصد لتشجيع تنمية الأطفال كأفراد لديهم طرق مختلفة للاستجابة للتجارب؛
- الأنشطة في الأماكن المفتوحة، حيث يمكنهم الحصول على خبرات مبدئية مباشرة لحل مشكلات الحياة الفعلية والتعرف على ماهية الحفظ والصيانة والاستدامة.

#### التعليم الثانوي
يشارك التلاميذ الملتحقون بـ المدارس الثانوية في مؤهلات الشهادة العامة للتعليم الثانوي (GCSE) الإجبارية والمستوى «أ» غير الإجباري في عمر السادسة عشرة والثامنة عشرة على التوالي. ومنذ عام 2007، أتيح مؤهل البكالوريا الويلزية كخيار، رغم أنه غير مصنف إلى درجات. في عام 2008 / 2009، كان هناك 223 مدرسة ابتدائية في ويلز تضم 205421 تلميذًا و12535 معلمًا يعملون بنظام مكافئ الدوام الكامل (FTE). وكانت النسبة بين التلاميذ والمعلم 16.4.
نتائج الشهادة العامة للتعليم الثانوي (GCSE) وشهادة التعليم العام (GCE) للمستوى «أ» لعام 2011.
في الشهادة العامة للتعليم الثانوي (GCSE)، كانت نسبة الطلاب الويلزيين المقيمين الذين حصلوا على الدرجات من «أ»* إلى «ج» هي 66.5%، مقارنة بنسبة 69.8% في إنجلترا. في المستوى «أ»، كانت نسبة الطلاب الويلزيين المقيمين الذين حصلوا على الدرجات «أ»* أو «أ» هي 23.9%، مقارنة بنسبة 26.8% في إنجلترا، ويتسم هذا الاتجاه بالاتساق، حيث انخفضت النسبة في ويلز مقارنة بإنجلترا على مدار الحقبة الماضية.
وتعد نتائج برنامج تقييم الطلبة الدوليين (PISA)، التي تتم مقارنة أداء التلاميذ الويلزيين بأداء التلاميذ في الدول الأخرى، هامة كذلك، حيث تتأخر ويلز عن كل الدول الأخرى في المملكة المتحدة، مما جعل الوزير لايتون أندروز يصف الأداء بأنه «غير مقبول».

### التعليم الإضافي
يشتمل التعليم الإضافي (FE) على التعلم بدوام كامل أو بدوام جزئي للأشخاص الذين يزيد عمرهم عن العمر الإجباري للدراسة، باستثناء التعليم العالي.
ويتم توفير التعليم الإضافي والتدريب الذي يتم تمويله بشكل عام في ويلز من خلال 24 مؤسسة للتعليم الإضافي ومجموعة من موفري التدريب العاملين في القطاع الخاص والتطوعي، مثل رابطة تعليم العمال (Workers' Educational Association). وتختلف الكليات في الحجم والمهمة الموكلة إليها، وهي تشتمل على التعليم الإضافي والتعليم العالي والمؤسسات المتخصصة، بما في ذلك كلية من كليات الروم الكاثوليك تقوم بالتدريس حسب النموذج السادس بالإضافة إلى كلية محلية لتعليم الكبار. وتوفر العديد من الكليات برامج التعليم والتدريب الترفيهي المصممة للوفاء باحتياجات الأعمال.
في عام 2008 / 2009، كان هناك 236780 طالبًا يدرسون في مراحل التعليم الإضافي في ويلز.

### التعليم المجتمعي للكبار
التعليم المجتمعي للكبار هو أحد أشكال تعليم الكبار أو التعلم مدى الحياة الذي يتم توفيره ودعمه من قبل السلطات المحلية في ويلز. ويمكن أن تكون البرامج رسمية أو غير رسمية، ومعتمدة أو غير معتمدة، وأكاديمية أو معتمدة على الفراغ. في عام 2008 / 2009، كان هناك 57170 متعلمًا يدرسون في مجال التعليم المجتمعي.

### التعليم العالي

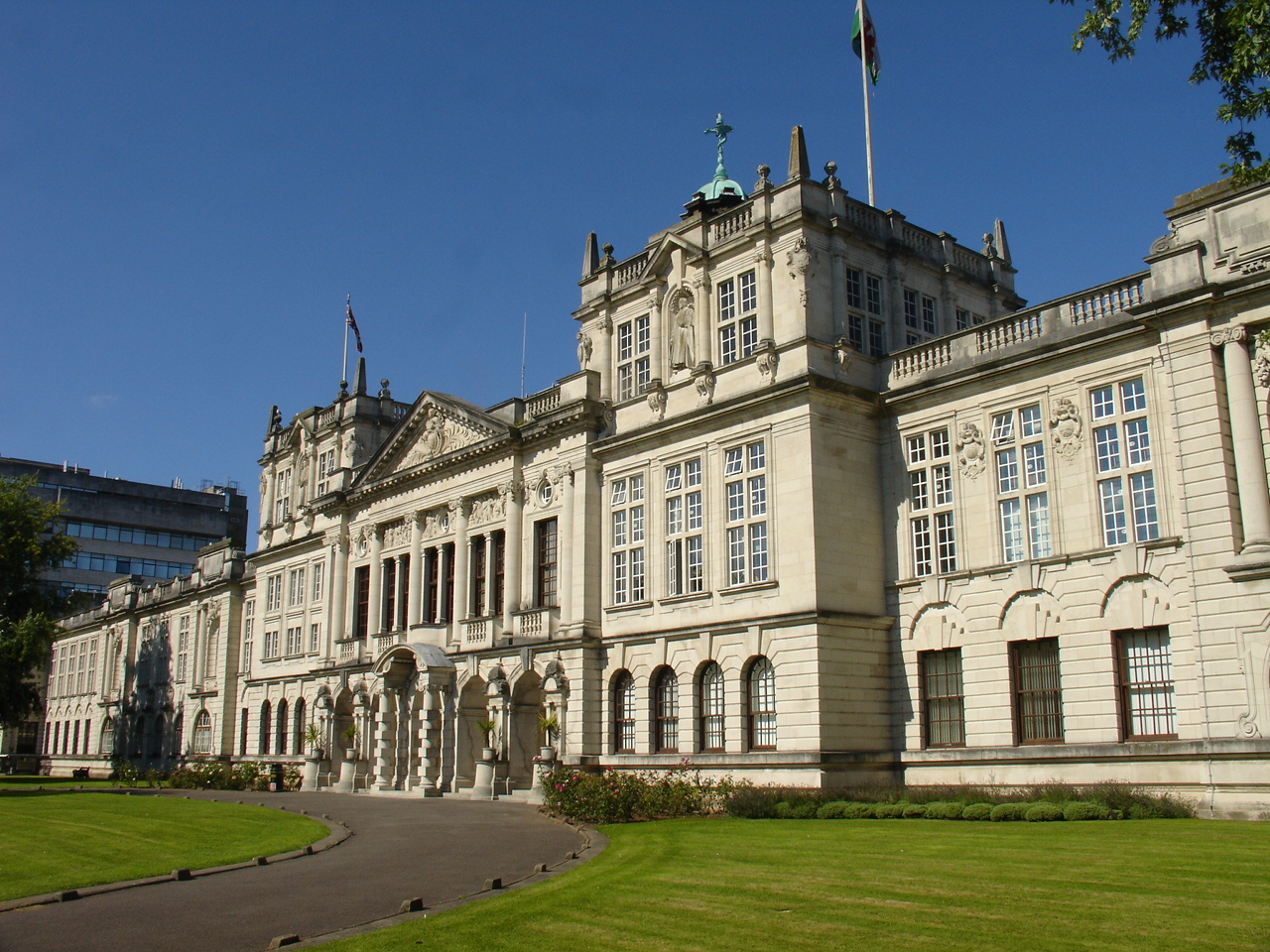
المبنى الرئيسي في جامعة كارديف (Cardiff)

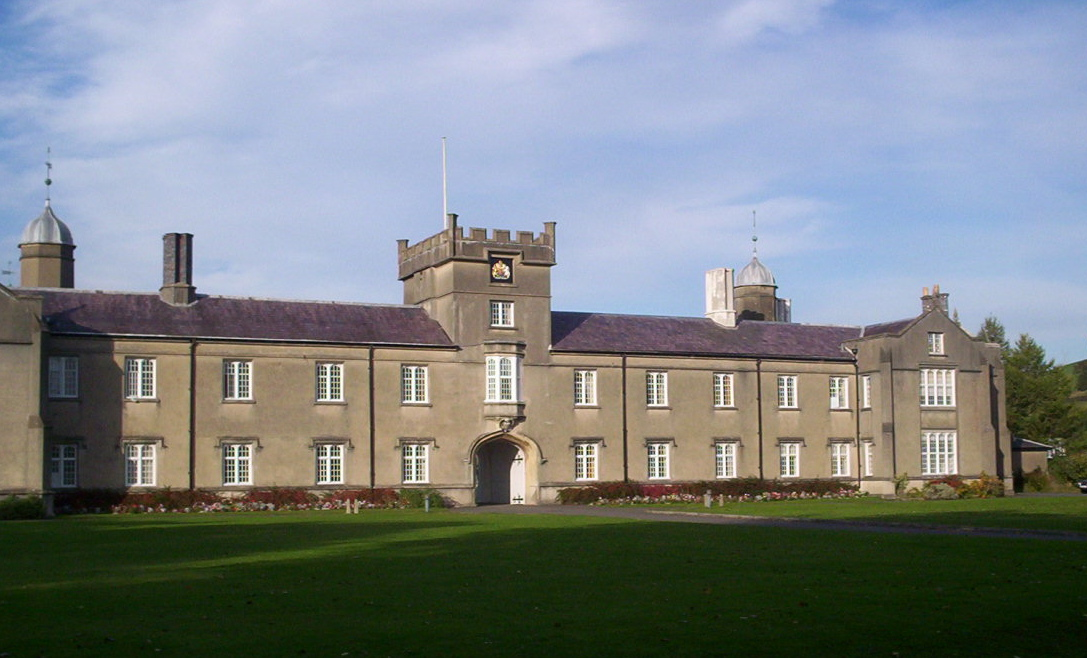
مبنى سانت ديفيد (St David) في جامعة ويلز لامبيتير (Wales Lampeter)، أقدم جامعات ويلز

غالبًا ما يلتحق الطلبة بالتعليم العالي (HE) من سن الثامنة عشرة فأكثر. وكل التعليم في المرحلة الجامعية يتم تمويله بشكل كبير من قبل الدولة (حيث يدفع الطلبة الويلزيون 1255 جنيهًا إسترلينيًا)، كما يحق للطلبة بشكل عام الحصول على قروض الطلبة للإعالة. ولا تتحكم الدولة في المناهج، إلا أنها تؤثر على إجراءات القبول وتراقب المعايير من خلال مجلس تمويل التعليم العالي في ويلز.
وأول درجة نموذجية تم منحها من خلال الجامعات الويلزية كانت درجة البكالوريوس، التي تتطلب بشكل نموذجي ثلاث سنوات من الدراسة بدوام كامل. وبعض المؤسسات توفر درجة الماجستير الجامعية كأول درجة لها، والتي تتطلب أربعة أعوام من الدراسة بشكل نموذجي. وخلال أول درجة، يطلق على الطلبة اسم الطلبة الجامعيين. وتوفر بعض الجامعات درجة أساسية تعتمد على التعليم المهني، وغالبًا ما تدوم الدراسة بها لمدة عامين.
وفي ويلز، يتم توفير التعليم الجامعي الطبي من خلال جامعة كارديف فقط، بينما يتم توفير التدريب السريع للدراسات العليا في جامعة سوانسي(Swansea). وخلال الأعوام الأخيرة، حدثت طفرة في عدد الجامعات التي تمتلك سلطات منح الدرجات الخاصة بها بسبب التغير الذي طرأ في جامعة ويلز من جهة مانحة مفردة لمعظم الجامعات في ويلز إلى جهة فيدرالية، بالإضافة إلى حصول المعاهد السابقة على حالة الجامعات. وبشكل إجمالي، هناك 11 مؤسسة للتعليم العالي في ويلز، تشتمل على معهد واحد للموسيقى، يطلق عليه اسم الكلية الويلزية الملكية للموسيقى والدراما في كارديف والذي ينتمي إلى جامعة مجموعة غلامورغان (Glamorgan Group). ولم تكن جامعة غلامورغان، والتي تعد ثاني أكبر جامعة في ويلز، من قبل عضوًا في جامعة ويلز، وهي تقوم بمنح الدرجات الخاصة بها: كما أن الكلية الويلزية الملكية للموسيقى والدراما كذلك تمنح درجات صادرة عن جامعة غلامورغان.
وفي عام 2008 / 2009، كان هناك 146465 طالبًا مسجلاً يدرسون في معاهد التعليم العالي في ويلز، بما في ذلك 66645 طالبًا يدرسون في مرحلة التعليم الجامعي و23260 طالبًا يدرسون في مرحلة الدراسات العليا. وتضم معاهد التعليم العالي الويلزية إجمالي 8840 موظفًا أكاديميًا.
وفي عام 2012، ألقى الوزير المسئول عن التعليم في ويلز، لايتون أندروز، بيانًا مهمًا يتعلق باندماج جامعة كارديف ميتروبوليتان (Cardiff Metropolitan University) (والتي يطلق عليها اختصارًا CMU، وكان من قبل يطلق عليها جامعة معهد كارديف في ويلز (UWIC)) وجامعة غلامورغان وجامعة نيوبورت (Newport) (UN), حيث اقترح فيه حل وتصفية جامعة كارديف ميتروبوليتان وجامعة نيوبورت كجزء من عملية الاندماج. ورغم الأهمية التي يبدو عليها هذا التغيير، فإنه يمكن القول بأن فرض رسوم متوسطها سبعة آلاف وخمسمائة جنيه إسترليني في العام على الطالب الجامعي في المعاهد الثلاثة (وغيرها، باستثناء كارديف وسوانسي وبانجور (Bangor) وابيريستويث (Aberystwyth) التي تفرض 9 آلاف جنيه إسترليني في العام على الطلاب) سوف يؤدي إلى إلحاق ضرر كبير على المدى البعيد بهذه الجامعات، كما أن ذلك سوف يؤدي إلى إعادة إظهار «الفجوة الثنائية» بين الجامعات والمعاهد الفنية ومعاهد التعليم العالي.